# Centrahoma
Centrahoma és una ciutat dels Estats Units a l'estat d'Oklahoma. Segons el cens del 2000 tenia 110 habitants.

## Demografia
Segons el cens del 2000, Centrahoma tenia 110 habitants, 36 habitatges, i 29 famílies. La densitat de població era de 169,9 habitants per km².
Dels 36 habitatges en un 44,4% hi vivien nens de menys de 18 anys, en un 61,1% hi vivien parelles casades, en un 16,7% dones solteres, i en un 16,7% no eren unitats familiars. En el 13,9% dels habitatges hi vivien persones soles el 8,3% de les quals corresponia a persones de 65 anys o més que vivien soles. El nombre mitjà de persones vivint en cada habitatge era de 3,06 i el nombre mitjà de persones que vivien en cada família era de 3,3.
Per edats la població es repartia de la següent manera: un 39,1% tenia menys de 18 anys, un 7,3% entre 18 i 24, un 28,2% entre 25 i 44, un 13,6% de 45 a 60 i un 11,8% 65 anys o més.
L'edat mediana era de 29 anys. Per cada 100 dones de 18 o més anys hi havia 116,1 homes.
La renda mediana per habitatge era de 23.125 $ i la renda mediana per família de 24.375 $. Els homes tenien una renda mediana de 16.607 $ mentre que les dones 18.750 $. La renda per capita de la població era de 8.927 $. Entorn del 17,4% de les famílies i el 29,3% de la població estaven per davall del llindar de pobresa.

## Poblacions més properes
El següent diagrama mostra les poblacions més properes.